# リンダ・クリスタル
リンダ・クリスタル（Linda Cristal、1931年2月24日 - 2020年6月27日）は、アルゼンチンの女優。ブエノスアイレス出身。

## 出演作品
- 大津波／コンドミニアムの恐怖
- マジェスティック（ナンシー・チャヴェス）
- ハイ・シャパラル
- 馬上の二人（エレナ）
- 砂漠の剣
- アラモ（フラカ）
- クレオパトラ
- 狂った野獣
- 荒野の悪魔
- 休暇はパリで
- 生れながらの無宿者
- コマンチ族